# Психоаналитично общество и институт на Сан Франциско
Психоаналитичното общество и институт на Сан Франциско (на английски: The San Francisco Psychoanalytic Society and Institute) е организация за психоаналитични изследвания, обучение и образование, намираща се на 2420 Сътър стрийт (2420 Sutter St.) в Сан Франциско, Калифорния.
Обществото е основано през 1942 г. като Калифорнийско психоаналитично общество и по-късно се разцепва на общества в Сан Франциско и Лос Анджелис. Редица психоаналитици като Ото Фенихел, Робърт Уолърщайн и Ралф Грийнсън са членували в обществото. Ерик Ериксън и Робърт Опенхаймер също се асоциират с обществото като членове лаици.